# Хомица (Јаши)
Хомица (рум. Homița) насеље је у Румунији у округу Јаши у општини Кристешти. Oпштина се налази на надморској висини од 387 m.

## Становништво
Према подацима из 2002. године у насељу је живело 450 становника, од којих су сви румунске националности.